# Калчівська сільська рада
Ка́лчівська сільська́ ра́да — ліквідована  адміністративно-територіальна одиниця та орган місцевого самоврядування в Болградському районі Одеської області. Адміністративний центр — село Калчева.

## Загальні відомості
Калчівська сільська рада утворена в 1944 році.
- Територія ради: 84,19 км²
- Населення ради: 3 536 осіб (станом на 2001 рік)
- Територією ради протікає річка Ташбунар

## Населені пункти
Сільській раді були підпорядковані населені пункти:
- с. Калчева

## Населення
Згідно з переписом 1989 року населення сільської ради становило 3748 осіб, з яких 1853 чоловіки та 1895 жінок.
За переписом населення 2001 року в сільській раді мешкало 3519 осіб.

### Мова
Розподіл населення за рідною мовою за даними перепису 2001 року:
| Мова       | Відсоток |
| ---------- | -------- |
| болгарська | 94,17 %  |
| російська  | 2,43 %   |
| українська | 1,73 %   |
| гагаузька  | 0,93 %   |
| молдовська | 0,48 %   |
| білоруська | 0,06 %   |
| польська   | 0,03 %   |

## Склад ради
Рада складалася з 20 депутатів та голови.
- Голова ради: Гречанли Ганна Євгеніївна
- Секретар ради: Тіторова Ірина Георгіївна

### Керівний склад попередніх скликань
| Прізвище, ім'я, по батькові | Основні відомості                                                 | Дата обрання | Дата звільнення |
| --------------------------- | ----------------------------------------------------------------- | ------------ | --------------- |
| Перелі Дмитро Філіпович     | Сільський голова, 1961 року народження, безпартійний              | 26.03.2006   | 31.10.2010      |
| Перелі Дмитро Пилипович     | Сільський голова, 1961 року народження, освіта вища, безпартійний | 31.10.2010   | 16.12.2012      |
| Гречанли Ганна Євгеніївна   | Сільський голова, 1963 року народження, позапартійна              | 16.12.2012   | 25.10.2015      |

Примітка: таблиця складена за даними сайту Верховної Ради України

### Депутати
За результатами місцевих виборів 2010 року депутатами ради стали:

#### За суб'єктами висування
| Суб'єкт висування                                       | Кількість обраних депутатів | %  |
| ------------------------------------------------------- | --------------------------- | -- |
| Партія регіонів                                         | 11                          | 55 |
| Народна партія                                          | 4                           | 20 |
| Політична партія Всеукраїнське об'єднання «Батьківщина» | 2                           | 10 |
| Самовисування                                           | 2                           | 10 |
| Комуністична партія України                             | 1                           | 5  |

#### За округами
| № округу                                                | Прізвище, ім'я, по батькові     | Дата визнання обраним | Освіта             | Партійна приналежність            | Відомості про обраного депутата                 |
| ------------------------------------------------------- | ------------------------------- | --------------------- | ------------------ | --------------------------------- | ----------------------------------------------- |
| Комуністична партія України                             |                                 |                       |                    |                                   |                                                 |
| 18                                                      | Касап Кіракія Георгіївна        | 04.11.2010            | вища               | член Комуністичної партії України | ТОВ «Балкан плюс», інспектор відділу кадрів     |
| Народна Партія                                          |                                 |                       |                    |                                   |                                                 |
| 1                                                       | Перелі Сергій Васильович        | 04.11.2010            | середня спеціальна | член Народної партії              | тимчасово не працює                             |
| 3                                                       | Пельтек Олександр Дмитрович     | 04.11.2010            | середня            | член Народної партії              | ТОВ «Балкан плюс», тракторист                   |
| 13                                                      | Каназірський Семен Іванович     | 04.11.2010            | середня            | член Народної партії              | пенсіонер                                       |
| 20                                                      | Касап Іван Миколайович          | 04.11.2010            | середня            | член Народної партії              | приватний підприємець                           |
| Партія регіонів                                         |                                 |                       |                    |                                   |                                                 |
| 2                                                       | Карагуца Степан Борисович       | 04.11.2010            | середня            | член Партії регіонів              | тимчасово не працює                             |
| 5                                                       | Плачкова Домнікія Михайлівна    | 04.11.2010            | середня            | член Партії регіонів              | ТОВ «Балкан плюс», виноградар                   |
| 6                                                       | Нотевська Ганна Федорівна       | 04.11.2010            | середня спеціальна | член Партії регіонів              | пенсіонер                                       |
| 7                                                       | Бачур Наталя Георгіївна         | 04.11.2010            | середня спеціальна | член Партії регіонів              | тимчасово не працює                             |
| 8                                                       | Перелі Іван Михайлович          | 04.11.2010            | середня            | член Партії регіонів              | ТОВ"Балкан плюс", обліковець тракторної бригади |
| 9                                                       | Кавалжи Валентина Василівна     | 15.11.2010            | середня спеціальна | член Партії регіонів              | сільпо, голова                                  |
| 11                                                      | Ряпова Федора Семенівна         | 04.11.2010            | середня спеціальна | член Партії регіонів              | пенсіонер                                       |
| 14                                                      | Штирбулова Альона Олексіївна    | 04.11.2010            | середня            | член Партії регіонів              | Калчівське відділення зв'язку, начальник        |
| 15                                                      | Братанов Олександр Васильович   | 04.11.2010            | середня спеціальна | член Партії регіонів              | Болградське відділення зв'язку, електромонтер   |
| 17                                                      | Камбур Василина Семенівна       | 04.11.2010            | середня            | член Партії регіонів              | тимчасово не працює                             |
| 19                                                      | Нотевський Дмитро Володимирович | 04.11.2010            | середня            | член Партії регіонів              | фермерське господарство «Вітан», фермер         |
| Політична партія Всеукраїнське об'єднання «Батьківщина» |                                 |                       |                    |                                   |                                                 |
| 4                                                       | Тіторова Ірина Георгіївна       | 04.11.2010            | вища               | позапартійна                      | Калчівська сільська рада, секретар              |
| 10                                                      | Дімов Віталій Олександрович     | 04.11.2010            | середня            | позапартійний                     | приватний підприємець                           |
| Самовисування                                           |                                 |                       |                    |                                   |                                                 |
| 12                                                      | Карагуца Сергій Михайлович      | 04.11.2010            | вища               | позапартійний                     | будинок культури, директор                      |
| 16                                                      | Касап Марія Василівна           | 04.11.2010            | середня            | позапартійна                      | Калчівське відділення зв'язку, поштар           |